# Bailleau-l'Évêque
 Bailleau-l'Évêque  es una población y comuna francesa, en la región de  Centro, departamento de Eure y Loir, en el distrito de Chartres y cantón de Mainvilliers.

## Demografía
| 509 | 545 | 588 | 682 | 929 | 987 |
| Para los censos de 1962 a 1999 la población legal corresponde a la población sin duplicidades (Fuente: INSEE [Consultar]) |     |     |     |     |     |